# Obcina Mestecăniș
Obcina Mestecănișului este o grupă muntoasă a Carpaților Maramureșului și Bucovinei, aparținând de lanțul muntos al Carpaților Orientali. Cel mai înalt pisc este Vârful Lucina, având 1.588 m.

## Alte articole
- Carpații Maramureșului și Bucovinei
- Munții Carpați
- Lista munților din România